# Harzsäuren
Harzsäuren oder Resinosäuren, früher auch Resinolsäuren, ist die Bezeichnung für eine stark heterogene Gruppe von Carbonsäuren, die die Hauptbestandteile der natürlichen Harze bilden. Ihre Salze nennt man Harzseifen oder auch Resinate. Sie basieren abhängig von der Rohstoffquelle häufig auf Terpenen, es kommen aber auch aromatische Carbonsäuren vor.
Sie werden in den Pflanzen in speziellen Strukturen produziert und gespeichert und zählen zu den sekundären Naturstoffen. Harzsäuren haben vielfältige Funktionen in den Pflanzen, unter anderem als Schutz gegen Schädlinge, mechanische Schäden und klimatische Schwankungen.

## Vorkommen und Biosynthese
In unseren Breiten kommen Harzsäuren vor allem in Coniferenharzen vor und gehören zur Gruppe der Diterpene. Kiefern enthalten zahlreiche von Parenchymgewebe umgebene radiale und vertikale Kanäle, die das Holz durchziehen, und in denen sich das Harz sammelt. Dabei sammelt sich das Harz im Laufe der Zeit vermehrt im Kernholz und im Splintholz, bei ersterem vermehrt im unteren Teil des Stammes, während die Harzmenge im Splintholz mit der Höhe des Baumes zunimmt. Triterpenharzsäuren kommen zum Beispiel in Elemi, Dammar und Mastix, aromatische Säuren in Tolubalsam und Weihrauch vor.
Harzsäuren werden an verschiedenen Orten innerhalb der Pflanze synthetisiert sowie gespeichert und bei Bedarf über Kanäle nach außen transportiert. Ihre Biosynthese ist Teil des sekundären Stoffwechsels der Pflanzen, wobei es zwei verschiedene Synthesewege gibt. Terpene werden über den Mevalonatweg im endoplasmatischen Retikulum und den MEP-Weg in den Plastiden synthetisiert, aromatische Harzsäuren über den Shikimisäureweg.

## Eigenschaften
Harzsäuren haben alicyclische Strukturen und tragen neben der Carboxygruppe oft noch andere funktionellen Gruppen wie Hydroxy-, Keto-, Aldehydgruppen oder Carbonsäureester. Sie sind schlecht in Wasser aber gut in unpolaren organischen Lösungsmitteln wie Chloroform oder Diethylether löslich. Im Harzgemisch liegen sie meist in Säureform, gelegentlich aber auch als Ester vor. Sie sind zum Teil sehr gut kristallisierbar und schmelzen im Bereich 130–200 °C. Mit Basen (Natron-, Kalilauge, Calciumhydroxid) bilden sie Resinate.

## Einteilung

Abietinsäure

Neben den für die Industrie bedeutenden Harzsäuren der Koniferen, die meist die Summenformel C20H30O2 (Diterpensäuren) haben, kommen auch Triterpensäuren und Benzoe- und Zimtsäurederivate vor. Gemeinsam haben sie ihr Vorkommen in natürlichen Harzen und ihre Herkunft aus dem sekundären Stoffwechsel der Pflanzen. Dabei gilt im Allgemeinen, dass Harzsäuren unterschiedlicher botanischer Herkunft auch aus unterschiedlichen chemischen Gruppen stammen.

### Diterpene
- Abietane: Abietinsäure, Neoabietinsäure, Levopimarsäure, Palustrinsäure, Dehydroabietinsäure
- Pimarane und Isopimarane: Pimarsäure, Sandaracopimarsäure, Podocarpinsäure
- Labdane: Copalsäure, Eperuesäure, Labdanolsäure, Polyalthinsäure, Pinifolsäure

### Triterpene
- Dammarane: Dammarolsäure

Ursolsäure

- Tirucallane: (Iso)-Masticadienonsäure, Elemolsäure, Elemonsäure
- Oleanane: Oleanonsäure, Oleanolsäure, Moronsäure, α-Boswelliasäure
- Ursane: Ursolsäure, Ursonsäure, β-Boswelliasäure
- Lupane: Lupeolsäure

### Sonstige
Verschiedene Harze enthalten die aromatischen Säuren Zimtsäure (Akaroidharz) und Benzoesäure (Benzoe, Weihrauch, Tolubalsam, Perubalsam) sowie die Benzyl- und anderen Ester dieser Säuren.

## Verwendung
Natrium- und Kalium-Seifen der Abietinsäure entstehen als Nebenprodukte des Kraftprozesses durch die Reaktion von harzsäurehaltigem Holz mit Natriumhydroxid. Es handelt sich dabei um eine gelbe gallertartige Paste. Versetzt man diese mit konzentrierter Schwefelsäure, entsteht Rohtallöl. Dieses wird weiter verarbeitet, um die enthaltenen Harz- und Fettsäuren zu gewinnen. Aus den enthaltenen Harzsäuren wird unter anderem Tallharz hergestellt, eine dem Kolophonium ähnliche Substanz. Es wird als Emulgator bei der Herstellung von Synthesekautschuk, als Zusatz zu Klebstoffen, für Druckfarben, Lacke und in der Bauchemie verwendet. Calcium- und Zinkresinate werden in Lacken, Blei- und Manganresinate als Sikkative verwendet.